# (31566) 1999 FF10
1999 FF10 (asteroide 31566) é um asteroide da cintura principal. Possui uma excentricidade de 0.12663730 e uma inclinação de 13.55869º.
Este asteroide foi descoberto no dia 22 de março de 1999 por LONEOS em Anderson Mesa.